# Moyasimon
Moyasimon (もやしもん, Moyashimon) est un manga de Masayuki Ishikawa. Il a été prépublié entre août 2004 et juin 2013 dans le magazine Evening, puis a été transféré dans le magazine Monthly Morning Two jusqu'à sa fin de parution en janvier 2014, et a été compilé en un total de treize volumes. La version française est publiée par Glénat Manga depuis octobre 2014.
Une adaptation en série télévisée d'animation japonaise de onze épisodes produite par les studios Shirogumi et Telecom Animation Film a été diffusée entre octobre et décembre 2007 sur la grille de programmation noitaminA de Fuji TV. Une seconde saison de onze épisodes intitulée Moyashimon Returns a été diffusée entre juillet et octobre 2012. Un drama de onze épisodes a également vu le jour entre juillet et septembre 2010.
Le manga a été nommé pour plusieurs prix prestigieux au Japon, et a notamment remporté le prix du manga Kōdansha dans la catégorie générale (seinen) et le Grand prix du prix culturel Osamu Tezuka en 2008.

## Synopsis
Moyashimon suit la vie d'un jeune homme en première année de ses études universitaires dans une école d'agriculture, Tadayasu Sawaki. Il peut voir et communiquer avec les micro-organismes et bactéries, qui apparaissent pour lui en taille beaucoup plus grande que normale. Ce pouvoir fait de lui une célébrité mineure à l'université. Il apprend que l'un de ses professeurs, Keizô Itsuki, connaissait déjà le pouvoir de Tadayasu, ayant parlé au grand-père de celui-ci. Le collègue du professeur Itsuki, Haruka Hasegawa, ne croit pas au pouvoir de Tadayasu mais finit par l'accepter. Tadayasu entre à l'université avec son ami Kei Yûki, dont la famille tient une brasserie de saké.

## Personnages

### Humains
Tadayasu Souemon Sawaki (沢木 惣右衛門 直保, Sawaki Souemon Tadayasu)
Seiyū : Daisuke Sakaguchi
Le protagoniste est le jeune Tadayasu Souemon Sawaki, étudiant de première année dans une université agricole à Tokyo. Son second nom est le yagô de sa famille, normalement omis. Il peut voir et communiquer avec les micro-organismes et bactéries. Son meilleur ami est Kei.
Kei Yûki (結城 蛍, Yûki Kei)
Seiyū : Mitsuki Saiga
Kei est un ami d'enfance de Sawaki, et également étudiant en première année à la même université. Ses parents tiennent une brasserie de sake.
Keizô Itsuki (樹 慶蔵, Itsuki Keizô)
Seiyū : Tomomichi Nishimura
Keisô Itsuki est un professeur à l'université et une connaissance de la famille de Sawaki qui connaît donc son pouvoir. Son âge n'est pas connu, mais on parle de son travail datant de la Seconde Guerre mondiale.
Haruka Hasegawa (長谷川 遥, Hasegawa Haruka)
Seiyū : Sayaka Ohara
Haruka Hasegawa est une étudiante de 3e cycle à l'université. Elle porte une blouse blanche au-dessus de vêtements style BDSM et est violente, parfois sadique. Elle vient d'une riche famille qui la surprotège. Elle ne communique pas très bien avec d'autres, et utilise sa personnalité dure pour masquer ce handicap. Au début elle n'a pas cru au pouvoir de Sawaki.
Hazuki Oikawa (及川 葉月, Oikawa Hazuki)
Seiyū : Akemi Kanda
Hazuki Oikawa est une étudiante en première année dans la même école. Elle est un peu TOC, portant toujours des lingettes désinfectantes et du spray antibactérien.
Kaoru Misato (美里 薫, Misato Kaoru)
Seiyū : Katsuyuki Konishi
Kaoru Misato est un étudiant en seconde année qui essaie de se faire de l'argent avec sa connaissance des bactéries. Il devient ami de Sawaki. Il parle dans le dialecte du Kansai.
Takuma Kawahama (川浜 拓馬, Kawahama Takuma)
Seiyū : Noriaki Sugiyama
Takuma Kawahama est un étudiant en seconde année, un peu gros, et le meilleur ami de Kaoru.
Aoi Mutô (武藤 葵, Mutô Aoi)
Seiyū : Mamiko Noto
Portant le titre officieux de « Miss Agriculture » dû à sa beauté, Mutô est l'assistante d'Itsuki et Hasegawa. Elle est présidente du club OVNI.

### Micro-organismes
Acetobacter aceti (A.アセチ, A. asechi)
Une variété de bactérie d'acide acétique.
Aspergillus awamori (A.アワモリ, A. awamori)
Seiyū : Hisanori Yoshida
Aspergillus oryzae (A.オリゼー, A. orizê)
Seiyū : Yumi Touma
Le principal personnage du côté des micro-organismes.
Aspergillus sojae (A.ソーエ, A. sôe)
Aspergillus niger (A.ニガー, A. nigâ)
Seiyū : Daisuke Sakaguchi, Noriaki Sugiyama
Bacillus halodurans
Bacillus subtilis natto (B.ナットー, B. nattô)
Utilisé dans la fabrication du natto.
Cladosporium trichoides (C.トリコイデス, C. torikoidesu)
Seiyū : Moody Katsuyama
Clostridium botulinum (C.ボツリナム, C. botsurinamu)
Lactobacillus homohiochi, Hiochi Kin (火落菌)
Le « méchant » de la série. Un fructivorien qui détruit le sake.
Lactobacillus bulgaricus
Utilisé dans la fabrication du yaourt.
Lactobacillus plantarum
Lactobacillus yogurti (L.ヨグルティ, L. yoguruti)
Seiyū : Miu Nakamura
Utilisé dans la fabrication du yaourt.
Penicillium chrysogenum (P.クリソゲヌム, P. kurisogenumu)
Une moisissure commune verte.
Saccharomyces cerevisiae (S.セレビシエ, S. serebishie)
Seiyū : Misa Tamagawa
Fabrique de l'alcool avec du sucre. Est souvent vu avec Kei.
Streptococcus lactis (S.ラクチス, S. rakuchisu)
Seiyū : Makiko Nabei
Trichophyton rubrum (T.ルブラム, T. ruburamu)
Seiyū : Saori Seto
La cause du pied d'athlète de Hasegawa.

## Manga
Moyasimon débuta en tant que série manga écrite et illustrée par Masayuki Ishikawa. Sa prépublication commença en août 2004 dans le magazine seinen Evening de Kōdansha. Son titre original est Contes de l'université d'agriculture (農大物語, Nōdai Monogatari), changé en Moyasimon : Contes de l'université d'agriculture (農大物語もやしもん, Nōdai Monogatari Moyashimon), puis tout simplement Moyasimon avant de rajouter le sous-titre anglophone de Tales of Agriculture. En juin 2013, la série est transférée dans le magazine Monthly Morning Two et la publication s'est terminée le 22 janvier 2014.
Le premier tankōbon est publié par Kōdansha le 23 mai 2005 et la série comporte un total de treize volumes. Le obi strip du premier volume indique que le livre fut publié sur du papier récyclé à 100 % avec de l'encre fabriquée à partir de soja. À partir du troisième volume, deux versions des volumes commencèrent à être publiées. Le volume trois a une édition normale, et une édition personnalisée à art de couverture différente et un contenu légèrement différent. Le quatrième volume a également deux éditions différentes, dont la seconde vendue avec six petites « amulettes » pour mobile en forme des différentes bactéries du manga. Le cinquième volume fut vendu de même que la précédente. Le sixième volume a deux éditions différentes, dont une édition limitée avec une figurine de 40 cm de A. oryzae. Chaque volume contient de l'omake. À partir d'octobre 2014, l'éditeur Glénat Manga publie la version française du manga.
Moyasimon a reçu en 2008 le prix du manga de son éditeur Kōdansha dans la catégorie Général (seinen), ainsi que le Grand Prix du concours Culturel Osamu Tezuka, pour lequel il avait été nommé en 2006 et 2007,. Il a également été nommé pour le premier prix Manga Taishō en 2008.

### Liste des chapitres
| no | Japonais         | Japonais          | Français          | Français          |
| no | Date de sortie   | ISBN              | Date de sortie    | ISBN              |
| --- | ---------------- | ----------------- | ----------------- | ----------------- |
| 1 | 23 mai 2005      | 978-4-06-352106-1 | 1er octobre 2014  | 978-2-7234-9884-5 |
| Liste des chapitres : - Chapitre 1 - La rentrée - Chapitre 2 - Pouvoir - Chapitre 3 - Hiochi - Chapitre 4 - Les sempai - Chapitre 5 - La nuit - Chapitre 6 - Le second jour - Chapitre 7 - L'orientation - Chapitre 8 - Désinfection - Chapitre 9 - On fermente ! - Chapitre 10 - Printemps - Chapitre 11 - Le combat des bons microbes |                  |                   |                   |                   |
| 2 | 21 octobre 2005  | 978-4-06-352126-9 | 19 novembre 2014  | 978-2-7234-9885-2 |
| Liste des chapitres : - Chapitre 12 - Un autre individu doué de pouvoir - Chapitre 13 - Vous n'aimez pas le saké ? - Chapitre 14 - Miss vecteur - Chapitre 15 - Le plus petit ennemi du genre humain - Chapitre 16 - Avez-vous bu un bon alcool ? - Chapitre 17 - Essayons de nous mettre à la place de l'autre - Chapitre 18 - Le festival de printemps - Chapitre 19 - Raid - Chapitre 20 - Le combat des hommes - Chapitre 21 - Mettons fin au festival du printemps - Chapitre 22 - Après le festival - Chapitre 23 - Le matin des uns et des autres |                  |                   |                   |                   |
| 3 | 23 mai 2006      | 978-4-06-352151-1 | 28 janvier 2015   | 978-2-7234-9886-9 |
| Liste des chapitres : - Chapitre 24 - Le gars du Kansai qui mange du natto, et l'émigré de retour qui le critique - Chapitre 25 - Underwear - Chapitre 26 - DRC - Chapitre 27 - La source des maux - Chapitre 28 - Ici prend fin la terre et commence la mer - Chapitre 29 - Un parfum de Scandinavie ♪ - Chapitre 30 - Par un jour du début de l'été - Chapitre 31 - Travail d'équipe - Chapitre 32 - Bravo et merci - Chapitre 33 - Les vacances d'été - Chapitre 34 - L'alcool du pays qui respecte le protocole - Chapitre 35 - Vieillissement - Chapitre 36 - Repêchage - Chapitre 37 - Je prie pour que demain aussi, tu sois heureux |                  |                   |                   |                   |
| 4 | 22 décembre 2006 | 978-4-06-352171-9 | 18 mars 2015      | 978-2-7234-9887-6 |
| Liste des chapitres : - Chapitre 38 - Oryzae blues - Chapitre 39 - Ce qui vole bas ne peut pas tomber de haut - Chapitre 40 - La femme parfaite - Chapitre 41 - Le rase-mottes et la lolita gothique - Chapitre 42 - Le rase-mottes et la Miss Désinfection - Chapitre 43 - Mystère d'une nuit d'été - Chapitre 44 - La guerre intersidérale - Chapitre 45 - Découverte - Chapitre 46 - Controverse - Chapitre 47 - Objectif - Chapitre 48 - L'automne pointe son nez |                  |                   |                   |                   |
| 5 | 22 juin 2007     | 978-4-06-352192-4 | 3 juin 2015       | 978-2-344-00640-5 |
| Liste des chapitres : - Chapitre 49 - L'automne - Chapitre 50 - L'automne du changement - Chapitre 51 - Merci de votre visite - Chapitre 52 - La veille du festival des moissons - Chapitre 53 - Le festival des moissons - Chapitre 54 - Ouverture des portes - Chapitre 55 - Une longue nuit d'automne - Chapitre 56 - Travail d'équipe 2 - Chapitre 57 - L'after du festival - Chapitre 58 - En route pour la France - Chapitre 59 - Une nuit en France - Chapitre 60 - Trois foies gras, s'il vous plaît |                  |                   |                   |                   |
| 6 | 22 février 2008  | 978-4-06-352213-6 | 5 août 2015       | 978-2-344-00654-2 |
| Liste des chapitres : - Chapitre 61 - Bourgogne blanc - Chapitre 62 - Il n'y avait pas assez de place dans les marges - Chapitre 63 - Mariage - Chapitre 64 - Les filles en colère - Chapitre 65 - Un couple se forme - Chapitre 66 - Soy un mexicano - Chapitre 67 - Les soucis et pensées de chacun (y compris des microbes) - Chapitre 68 - Sur la route des grands crus - Chapitre 69 - Le garçon qui peut voir les microbes - Chapitre 70 - Sentiments divergents - Chapitre 71 - Travaillez tous ensemble - Chapitre 72 - Et commence un matin nouveau - Chapitre 73 - Nous voilà de retour ! |                  |                   |                   |                   |
| 7 | 22 décembre 2008 | 978-4-06-352244-0 | 28 octobre 2015   | 978-2-344-00914-7 |
| Liste des chapitres : - Chapitre 75 - Les microbes, la loi et Hazuki Oikawa - Chapitre 76 - Mise en route de la cave de fermentation - Chapitre 77 - Nous avons rénové - Chapitre 78 - Les Moyashi se soulèvent - Chapitre 79 - Rencontre - Du riz et des ferments, ou de Yu et Kei - Chapitre 80 - Cachotteries d'une longue nuit d'automne - Chapitre 81 - Oikawa se fâche - Chapitre 82 - Oikawa donne le change - Chapitre 83 - Team Oikawa - Chapitre 84 - Kaneshiro est dans l'embarras - Chapitre 85 - Sawaki avoue - Chapitre 86 - Secret commun |                  |                   |                   |                   |
| 8 | 23 juillet 2009  | 978-4-06-352272-3 | 20 janvier 2016   | 978-2-344-01025-9 |
| Liste des chapitres : - Chapitre 87 - Parlons vite fait de la bière - Chapitre 88 - La bière d'Itsuki - Chapitre 89 - Muto, saoule ou furieuse - Chapitre 90 - Qu'est-ce que ça peut bien être, la bière ? - Chapitre 91 - Buvez de la bonne bière - Chapitre 92 - C'est quoi, la bière ? Version Itsuki - Chapitre 93 - La ferme Kano - Appel à tous les brasseurs japonais - Chapitre 94 - Muto réalise pas mal de choses - Chapitre 95 - Miss Fac Agricole - Chapitre 96 - Oktoberfest - Chapitre 97 - Le secret de Sawaki - Chapitre 98 - La bière, avec le sourire |                  |                   |                   |                   |
| 9 | 6 juillet 2010   | 978-4-06-352312-6 | 16 mars 2016      | 978-2-344-01321-2 |
| 10 | 25 mars 2011     | 978-4-06-352350-8 | 18 mai 2016       | 978-2-344-01320-5 |
| Liste des chapitres : - Chapitre 111 - Ils sont en route - Chapitre 112 - Sawaki recherche - Chapitre 113 - Kei se fâche - Chapitre 114 - C'est la compagnie qui fait le voyage - Chapitre 115 - Marie, entre la 5e avenue et la 34e rue - Chapitre 116 - Les États-Unis d'Amérique - Chapitre 117 - Vers les retrouvailles - Chapitre 118 - Le japonais, c'est difficile - Chapitre 119 - Vers la Nouvelle-Orléans - Chapitre 120 - Tadatsugu Soemon Swaki - Chapitre 121 - Liens - Chapitre 122 - Une nuit à Bourbon street |                  |                   |                   |                   |
| 11 | 23 mars 2012     | 978-4-06-352408-6 | 29 juin 2016      | 978-2-344-01319-9 |
| Liste des chapitres : - Chapitre 123 - L'université agricole en hiver - Chapitre 124 - L'audition de Miss Fac Agricole - Bonus: D'une bénédiction à une catastrophe - Chapitre 125 - Réunion d'urgence au dortoir autogéré - Chapitre 126 - Les déesses de la révolte - Chapitre 127 - Les raisons d'Oikawa - Chapitre 128 - Le saké et les collants rayés - Chapitre 129 - La cinquième fille - Chapitre 130 - Le combat des miss - Chapitre 131 - Aya Hiroka contre les garçons - Chapitre 132 - Hommes en pleine réflexion - Chapitre 133 - Chère Katharine - Chapitre 134 - L'avènement de la reine - Chapitre 135 - Sainte nuit sous une pluie d'étoiles |                  |                   |                   |                   |
| 12 | 5 avril 2013     | 978-4-06-352456-7 | 21 septembre 2016 | 978-2-344-01320-5 |
| Liste des chapitres : - Chapitre 136 - Et la production de saké continue - Chapitre 137 - Le point fort d'un garçon influençable - Chapitre 138 - Madoka Sawaki ou bien Tadayasu Nishino (provisoire) - Chapitre 139 - Madoka Nishino n'écoute rien ni personne - Chapitre 140 - L'épouse (fictive) contre la copine (homme) - Chapitre 141 - L'amour du saké... - Chapitre 142 - On se disait bien que cela arriverait un jour, mais quand même, ça surprend - Oryzae - Chapitre 143 - Une décision d'homme... - Chapitre 144 - Penser à Nishito donne le blues - Chapitre 145 - Le jour de l'an - Chapitre 146 - Nous sommes encore tous des enfants - Chapitre 147 - Les raisons de Noshino - Chapitre 148 - Les affirmations des mineurs - Chapitre 147 - Une nouvelle dans la bande |                  |                   |                   |                   |
| 13 | 20 mars 2014     | 978-4-06-388306-0 | 16 novembre 2016  | 978-2-344-01369-4 |

## Anime
L'adaptation en série anime a été annoncée en mai 2007. Elle fut diffusée sur Fuji TV du 11 octobre au 20 décembre 2007 et comporte onze épisodes. La série fut créée par Shirogumi et Telecom Animation Film et produite par Asmik Ace Entertainment, Kōdansha, Shirogumi, SKY Perfect Well Think, Sony Music Entertainment, Dentsu et Fuji TV.
Une seconde saison Moyashimon Returns a été annoncée en mars 2012. Elle fut diffusée sur Fuji TV du 5 juillet au 13 septembre 2012 et comporte onze épisodes. Un teaser annonçant la possibilité d'une suite apparaît à la fin du dernier épisode de la saison.
Hors du Japon, les deux saisons sont diffusées en streaming par Crunchyroll en version originale sous titrée anglais,.

### Liste des épisodes
| No | Titre anglais                                        | Titre japonais | Titre japonais          | Date de 1re diffusion |
| No | Titre anglais                                        | Kanji          | Rōmaji                  | Date de 1re diffusion |
| -- | ---------------------------------------------------- | -------------- | ----------------------- | --------------------- |
| 01 | Epic Agricultural Microbes Story                     | 農大菌物語     | Nōdai Kin Monogatari    | 12 octobre 2007       |
| 02 | Three Hundred Million Yen Agriculture Student        | 三億円の農大生 | Sanoku En no Nōdaisei   | 19 octobre 2007       |
| 03 | Let's Brew with Microbes!                            | 菌でかもすぞ   | Kin de Kamosuzo         | 26 octobre 2007       |
| 04 | Everywhere is Microbe Celebration                    | あちこち菌祭り | Achikochi Kin Matsuri   | 2 novembre 2007       |
| 05 | Bizarre! Microbe Monster                             | 怪奇! 菌オバケ | Kaiki! Kin Obake        | 9 novembre 2007       |
| 06 | Enchanting! Miss Agriculture!                        | 悩殺! ミス農大 | Nōsatsu! Misu Nōdai     | 16 novembre 2007      |
| 07 | Raise the Curtains! The Spring Agricultural Festival | 開幕! 農大春祭 | Kaimaku! Nōdai Harusai  | 23 novembre 2007      |
| 08 | The Epic Agricultural Front Gate Capture Game        | 農大正門攻略戦 | Nōdai Seimon Kōryakusen | 30 novembre 2007      |
| 09 | Fitting for Soft Skin                                | 柔肌にとりつけ | Yawahada ni Toritsuke   | 7 décembre 2007       |
| 10 | Gothic Lolita Kiss                                   | ゴスロリキッス | Gosurori Kissu          | 14 décembre 2007      |
| 11 | Dazzling Microbe Future                              | 輝く菌未来     | Kagayaku Kin Mirai      | 21 décembre 2007      |

### Musique
| Générique | Épisodes | Début                                  | Début      | Fin           | Fin      |
| Générique | Épisodes | Titre                                  | Artiste    | Titre         | Artiste  |
| --------- | -------- | -------------------------------------- | ---------- | ------------- | -------- |
| Saison 1  | 1 – 11   | Curriculum (カリキュラム, Karikyuramu) | Sarasa Ifu | Rocket        | Polysics |
| Saison 2  | 1 – 11   | Wake Up                                | ClariS     | Saikin (最近) | Hiiragi  |

## Drama
Une adaptation en drama a été annoncée en décembre 2009. Réalisé par Akira Iwamoto et scénarisé par Natsuko Takahashi, il a été diffusé sur Fuji TV du 8 juillet au 16 septembre 2010,.
Dans les pays francophones, il est diffusé en streaming sur Anime Digital Network, anciennement kzplay et est édité en DVD par Kazé.